# Reator anaeróbio em bateladas sequenciais
Um reator anaeróbio em bateladas seqüenciais (em inglês: anaerobic sequential batch reactor, ASBR) é um aparelho destinado ao tratamento biológico de efluentes líquidos tais como esgoto doméstico, efluentes industriais, percolados de aterros sanitários e outros.

## Desenvolvimento
As instituições brasileiras que desenvolvem o sistema foram a Escola de Engenharia de São Carlos e o Instituto Mauá de Tecnologia.